# Orde van Grimaldi

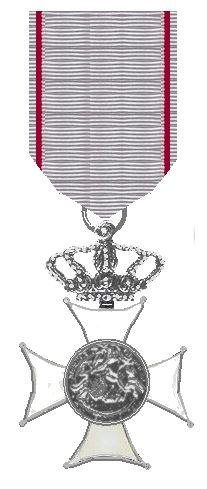
Ridderkruis van de Orde van Grimaldi

De Orde van Grimaldi (Frans: "Ordre de Grimaldi") is een ridderorde van het onafhankelijke Prinsdom Monaco. De orde werd op 18 november 1954 door de regerende prins ingesteld als een decoratie voor persoonlijke diensten aan de soevereine prins.
Men kan de orde een Huisorde noemen omdat alleen de regerende prins, niet de regering van Monaco, over toekennen van deze ridderorde kan beslissen.
De orde heeft de in het internationale diplomatieke verkeer gebruikelijke vijf graden. De prins is Grootmeester. Personen die de orde in Monaco zichtbaar dragen krijgen een militair saluut.

## Graden
- Ridder Grootkruis, een kruis aan een breed grootlint over de rechterschouder en een ster op de linkerborst.

De Grootkruisen dragen bij bijzondere gelegenheden ook een keten om de hals.
- Grootofficier, een kruis aan een lint om de hals en een ster op de rechterborst
- Commandeur, een kruis aan een lint om de hals
- Officier, een klein gouden kruis aan een lint met rozet
- Ridder, een klein zilveren kruis aan een lint

## Versierselen
- Het kleinood of kruis is een wit geëmailleerd kruis van Mantua met acht kleine gouden ballen op de stompe punten. Het kruis is van zilver voor de ridders en voor de hogere graden van deze orde van verguld zilver. Op de voorzijde is een rond gouden medaillon met het vergulde wapen van het Huis Grimaldi afgebeeld met het rondschrift "Rainer Grimaldi, Prince de Monaco". Op de keerzijde staat het jaartal "1950" en de inscriptie "Principauté de Monaco".

Als verhoging draagt het kruis een niet gevoerde beugelkroon.
- De gouden ordeketen bestaat uit met twee kleine kettinkjes aan elkaar verbonden medaillons, gelijk aan het medaillon op de kleinoden van de orde. Daar waar de keten op de borst samenkomt is een groot gekroond gouden monogram van de stichter, twee verstrengelde sierlijke letters "R" aangebracht. Men draagt het grootkruis zonder de verhoging in de vorm van en kroon aan de keten.

- De ster is een modern vormgegeven bewerkte zilveren schijf met 16 punten. In het midden is een medaille als in het ridderkruis geplaatst. Er is geen geëmailleerde ring.

- Het lint is wit met een smalle rode rand die de zijkant van de stof niet raakt.